# Tasslehoff Burrfoot
Tasslehoff Burrfoot es un personaje fantástico perteneciente al mundo de la Dragonlance.

## Biografía
Tasslehoff Burrfoot es un kender que llegó a ser un héroe en la guerra de la lanza y otras guerras venideras, como en la de la dama azul, o las guerras de caos.
Con su forma de ser jovial, divertida y aventurera, como la de la mayoría de los kenders, salvó al mundo en varias ocasiones, al igual que a sus compañeros (Tanis Semielfo, Flint Fireforge, Caramon Majere, etc), incluso llegó a hacerse amigo del dios de la luz, Paladine.
En su interminable lista de aventuras y grandes hazañas, destacan romper un orbe de los dragones, capturar una fortaleza volante o herir a Caos, el padre de todo y nada, todo esto sin ser un gran guerrero, ni un gran mago, solo una criatura valiente y con una gran dosis de suerte y oportunismo.

## Hechos
Según la historia, se acercó por primera vez a Solace cuando era joven. Caminando por una feria del lugar, se encontró con el puesto de Flint y cogió sin aviso un brazalete que tenía en el mostrador. Al tiempo Tanis y Flint le pillaron y entablaron una agradable conversación.
Pero, el kender se iría de la ciudad con el brazalete en uno de sus sacos y los amigos le siguen para recuperarlo, ya que una dama le había encargado a Flint ese brazalete con unas instrucciones muy precisas. 
El kender se lo daría a un reparador de ollas que se encontró, diciéndole que predice el futuro.
Cuando los amigos le encuentran, les dice que se lo ha dado a un hombre y le siguen la pista.
El hombre sería atracado por un bardo que se transformaría en un adivino, dando sus servicios a un noble del lugar.
Después conocería a Raistlin y Caramon e iría con ellos a Haven para desenmasarar a una secta que dice haber encontrado a un dios verdadero llamado Belzor. Raistlin encontró el engaño de la religión y transformó a Tas en un kender gigante.
También están los famosos encuentros entre Tas y el mamut lanudo y el anillo teletransportador y el nigromante.
En la Guerra de la Lanza sería el que descubriría las propiedades de la Vara de Cristal Azul, salvaría a sus compañeros en el campamento draconiano, cogería los Anteojos de Visión Verdadera; que les permitió leer unos manuscritos antiguos en la Biblioteca de Tarsis, encontraría a Fizban en el Monumento del Dragón de Plata, descubriría un orbe de los dragones en la Torre del Sumo Sacerdote, destrozaría otro en el Consejo de la Piedra Blanca y ayudaría Tika a huir del Templo de la Reina de la Oscuridad.
Años después, volvería a las andadas para llevar a Caramon y a Bupu a la Torre de Alta Hechicería para tratar un tema relacionado con Raistlin y viajó "sin querer" en el tiempo hasta la época de Istar. Allí vivió con Caramon en un coliseo. 
Por culpa de ser un kender, una de las razas que si viajan al pasado pueden cambiar los acontecimientos por no haber sido creadas explícitamente por los dioses, casi impide El Cataclismo. Es transportado al Abismo con el templo de Istar, donde habla personalmente con la mismísima Reina de la oscuridad(Takhisis), conoce a un gnomo con que le arregla el Ingenio para viajar en el Tiempo de Par-Salian y le permite huir hasta la época en la que estaba Raistlin, la de las Guerras de los Enanos.
Después de encontrarse con Caramon, Raistlin y Crysania en el Monte de la Calavera, decide ir con Caramon a su tiempo en vez de con Raistlin al Abismo. El resultado es que viajan a un oscuro futuro en el que Raistlin ha vencido a la Reina de la Oscuridad, todo está destruido y los dos únicos supervivientes son Par-Salian y Astinus . Tras esto, viajan a su tiempo, antes de una batalla en la que moriría Tanis. Pero Tas, al ser un kender, podía cambiar el transcurso de los hechos, así que no murió porque le robó una joya con la que resistiría la mirada de Soth y Tanis le persiguió. 
Más tarde, se encontraría con Usha en una cárcel y la ayudaría a escaparse y viajaría a la Torre Oscura, donde entraría en el Abismo junto a Palín y Raistlin. Allí presenciaría una reunión entre los dioses de krynn, en la que se decide que hacer contra Caos. 
Cuando parece que muere aplastado por el pie de caos, haciendo que la victoria sea para los dioses, usa un ingenio para viajar en el tiempo, que obtuvo en la trilogía Leyendas de la Dragonlance, para ir al funeral de Caramon y poder hablar en él.
En ese mismo momento Takhisis aprovecha el momento de debilidad de los dioses para robar el mundo y quedárselo para ella sola, pero no contaba con el oportunismo de Tasslehoff.
Gracias a esa acción, los dioses consiguen encontrar el mundo después de ser robado. Tass deambula por el mundo truncando los planes del Único Dios (Takhisis) y liberando a los dragones del bien.
Después de esto Tasslehoff vuelve a su tiempo para morir aplastado y hacer que la historia vuelva a su cauce normal.
Tras su muerte se convierte en leyenda, sustituyendo al famoso Tío Saltatrampas en todas las fábulas kender y reuniéndose con su amigo Flint Fireforge en el más allá.
Además, consigue conocer personalmente a los dioses principales de Krynn y hacerse amigo íntimo de uno de ellos, Paladine. Conoce a Reorx y Gilean y ha mantenido una conversación con Takhisis, además de haber derrotado a Caos
- Datos: Q2260188